# Dee Milliner
DeMarcus Milliner, detto Dee (Millbrook, 14 settembre 1991), è un giocatore di football americano statunitense che gioca nel ruolo di cornerback nella National Football League (NFL) e dal 2016 è free agent. Fu scelto nel corso del primo giro (9º assoluto) del Draft NFL 2013 dai Jets. Al college giocò a football all’Università dell'Alabama vincendo due campionati NCAA.

## Carriera professionistica

### New York Jets
Considerato uno dei migliori difensori selezionabili nel Draft NFL 2013 e una scelta tra le prime dieci del primo giro, il 25 aprile fu selezionato dai New York Jets come nona scelta assoluta. Il 28 luglio firmò un contratto quadriennale del valore di 12,66 milioni di dollari, tutti garantiti, incluso un bonus alla firma di 7,588 milioni. Debuttò come professionista partendo come titolare nella vittoria della settimana 1 contro i Tampa Bay Buccaneers in cui mise a segno due tackle. Dopo settimane di prestazioni al di sotto delle attese, nella settimana 16 Milliner giocò finalmente una gara degna di nota nella vittoria sui Cleveland Browns, guidando la sua squadra con otto tackle e mettendo a segno il primo intercetto in carriera su Jason Campbell, ritornandolo per 19 yard. Nell'ultima gara della stagione i Jets guastarono i piani dei rivali Dolphins andando a vincere in trasferta ed eliminandoli dalla corsa ai playoff. In quella gara, Dee fece registrare altri due intercetti su Ryan Tannehill. Per questa prestazione fu premiato come miglior difensore della AFC della settimana e pochi giorni dopo come miglior difensore rookie del mese di dicembre. La sua stagione da rookie terminò con 56 tackle, 3 intercetti e 17 passaggi deviati in 13 presenze, 12 delle quali come titolare.
Milliner subì un infortunio nella prima gara di pre-stagione che lo tenne fermo fino alla prima settimana della stagione regolare. Tornò in campo il 14 settembre 2014, contro i Green Bay Packers. Nel corso del sesto turno contro i Denver Broncos, il 13 ottobre, Milliner lasciò la gara per la rottura del tendine d'Achille, chiudendo prematuramente la sua seconda stagione. In tre partite giocate, fece registrare 6 tackle e un passaggio deviato.
Il 3 settembre 2016, Milliner fu svincolato.

## Palmarès
- Difensore della AFC della settimana: 1

17ª del 2013
- Rookie difensivo del mese: 1

dicembre 2013

## Statistiche
| Partite totali      | 16 |
| Partite da titolare | 14 |
| Tackle              | 62 |
| Sack                | 0  |
| Intercetti          | 3  |
| Fumble forzati      | 0  |

Statistiche aggiornate alla stagione 2014